# Scherzo
 (janvier 2021).
Si vous disposez d'ouvrages ou d'articles de référence ou si vous connaissez des sites web de qualité traitant du thème abordé ici, merci de compléter l'article en donnant les références utiles à sa vérifiabilité et en les liant à la section « Notes et références ».
Le scherzo, d'origine italienne, est une composition musicale de caractère plaisant ou divertissant.

## Terme
Le terme scherzo, signifiant littéralement « plaisanterie », apparaît au XVIIe siècle dans la musique italienne. Pièce de divertissement, assez voire très rapide, il devient une œuvre indépendante chez Chopin (Scherzo dit « Le Banquet Infernal »), Brahms (Scherzo op. 4 pour piano) ou encore Stravinsky (Scherzo fantastique, Scherzo à la russe...). Le plus célèbre est sans nul doute[réf. nécessaire] le poème symphonique de Paul Dukas d'après la ballade de Goethe et popularisé par Walt Disney dans Fantasia : L'Apprenti sorcier. Scherzo symphonique.
Le terme « scherzo » peut aussi servir de qualificatif à certains mouvements ne suivant pas la forme précédente, mais devant prendre un caractère plaisant et divertissant. Le deuxième mouvement de la Sonate pour piano no 18 de Beethoven, par exemple, est un « Scherzo allegretto vivace » à deux temps et de forme binaire.
On utilise aussi l'indication « scherzando » (littéralement : avec légèreté, ou en badinant), qui s'applique à des morceaux dont le caractère est celui d'un scherzo, sans pour autant que la forme permette l'appellation directe (voir par exemple le deuxième mouvement de la Symphonie no 8 de Beethoven).
En français, le pluriel est « scherzos » (ou « scherzi », particulièrement avant les rectifications orthographiques de 1990).

## Forme
Il figure une évolution du menuet dont il garde la structure de deux reprises, un trio d'une ou deux reprises, un da capo sans reprise, et se terminant souvent par une coda. La carrure thématique est généralement de seize mesures se divisant en deux demi-phrases égales articulées en deux fois quatre mesures. Les menuets et les scherzos s'écrivent toujours avec une mesure à trois temps, 
 le plus souvent, évoluant parfois vers un 
, voire un 
. La différence essentielle réside dans la manière de prendre la pulsation, de battre la mesure :
- le menuet, battu à la noire le plus souvent dans un tempo modéré, est une danse à trois temps binaires, le premier un peu appuyé, le deuxième en écho, le troisième rebondi ;
- le scherzo est pris à la mesure, le temps égal à la blanche pointée devient ternaire ; contrairement à la valse qui suit une évolution parallèle, ce n'est plus une danse mais uniquement une musique instrumentale. Le trio change souvent de tonalité et parfois de mesure.

Certains scherzos sont écrits comme une succession rapide de noires, le plus souvent staccato, ce genre d'écriture permet un grand dynamisme avec sa vivace course de notes, permettant d'intégrer parfois des fugatos en pleine pièce. Ce genre de scherzo est appelé beethovénien car il est caractéristique de bien des scherzos du compositeur, comme celui de la Troisième symphonie. Par exemple, le scherzo du Songe d'une nuit d'été de Felix Mendelssohn ou le scherzo de la Première symphonie de Reinhold Glière.

## Évolutions
Pièce à part entière ou faisant partie d'une sonate ou d'une symphonie, il prend la place du menuet chez Haydn (les six Quatuors op. 33 par exemple) ou chez Beethoven (les Symphonies). Généralement en troisième position dans la forme sonate traditionnelle, on le retrouve aussi bien en deuxième mouvement comme dans la Symphonie no 9 de Beethoven où il prend des proportions monumentales, ou encore dans la Troisième sonate de Chopin. Berlioz compose Le trébuchet à 2 voix et piano (H 113) en 1846. Saint-Saëns a composé un Scherzo op. 87 pour deux pianos.
Le genre est également bien développé à l'orgue puisqu'on doit de nombreux scherzos à des organistes compositeurs. Les deux plus connus sont le Scherzo de Maurice Duruflé et celui d'Eugène Gigout, auxquels on ajoute ceux de Jehan Alain, Gabriel Pierné, Georges A. P. Jacob, Marcel Dupré ainsi que le Moonlight Scherzo de Jean Langlais. Le scherzo est également utilisé en improvisation, notamment chez Pierre Cochereau et Pierre Pincemaille.
Dans la musique symphonique notamment, le scherzo a subi beaucoup d'évolutions, et ce dès le XIXe siècle. Norbert Burgmüller innove en intégrant dans sa Première symphonie un scherzo à deux temps (
). D'autres compositeurs comme Robert Schumann (Deuxième symphonie), Bruckner (Quatrième symphonie), Chostakovitch (Huitième symphonie) l'imiteront. Il peut également contenir deux trios (Schumann), la reprise du scherzo après le trio peut être amplifiée et développée (Symphonie de Hans Rott), intégrer des sections fuguées (Symphonie no 9 de Beethoven), peut prendre des ampleurs inhabituelles, jusqu'à 12 ou 15 minutes, grâce à un développement fourni (Symphonie no 9 de Schubert, Symphonie no 2 de Dvorak...) Le célèbre Scherzo en ré mineur d'Édouard Lalo est l'orchestration par le compositeur du deuxième mouvement de son Trio à cordes op. 26 no 3. Hector Berlioz compose en 1846 Le trébuchet, un scherzo pour deux voix et piano (H113).
À partir de la fin du XIXe siècle, le scherzo tend à devenir une pièce de virtuosité par des tempos véloces et des traits d'une grande difficulté. Il peut même avoir un caractère macabre, infernal, comme dans les œuvres de Bruckner (notamment la neuvième symphonie), de Chostakovitch (surtout la Dixième symphonie), chez Prokofiev (Premier concerto pour violon)...
Mendelssohn (dans son octuor et ses quatuors par exemple) et Fauré ensuite (dans ses quatuors et quintettes avec piano) reprennent à leur compte ce genre stylistique pour en faire un modèle de légèreté.